# Tres Fronteres
|  | No s'ha de confondre amb Triple Frontera. |

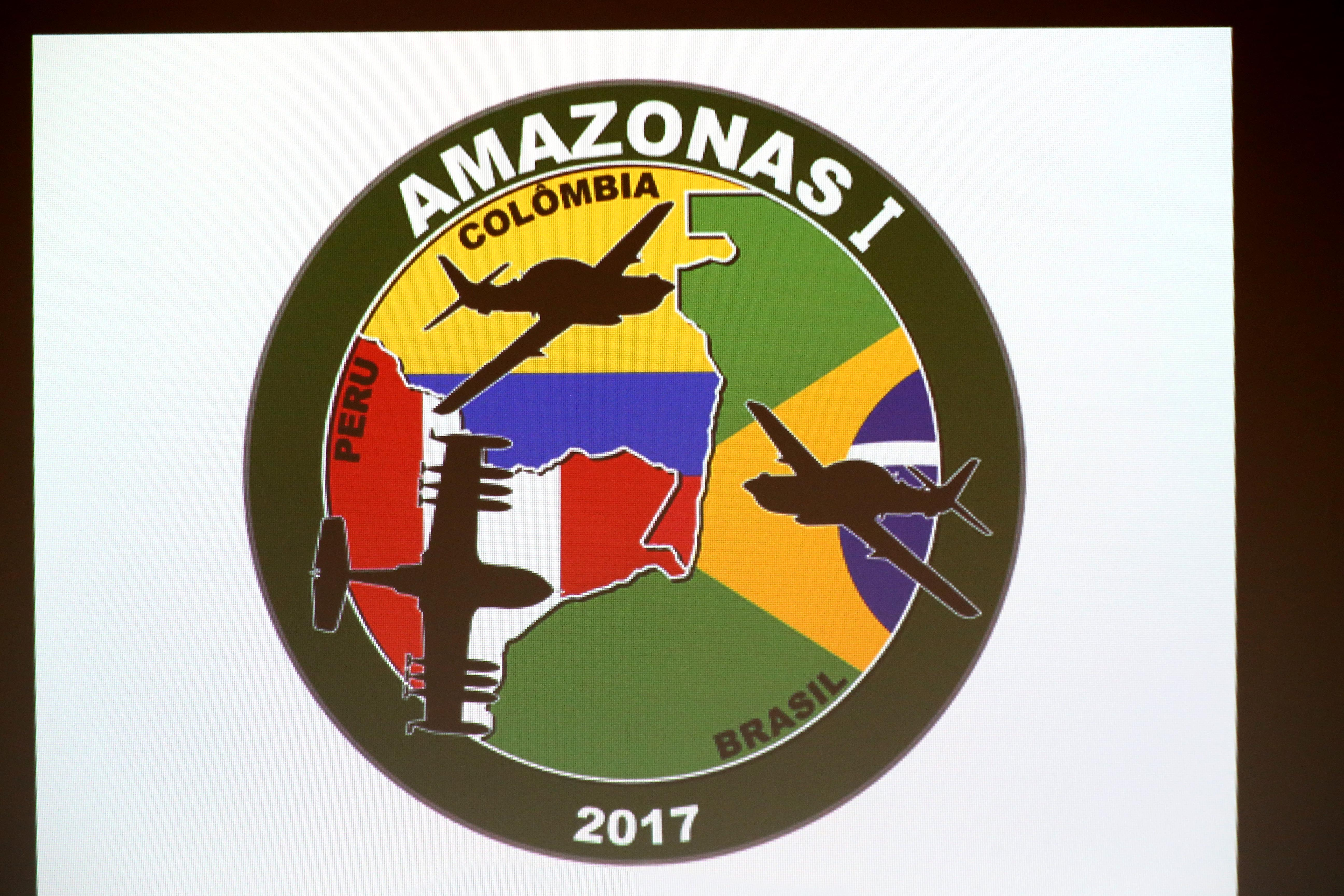
La triple frontera representada artísticament.

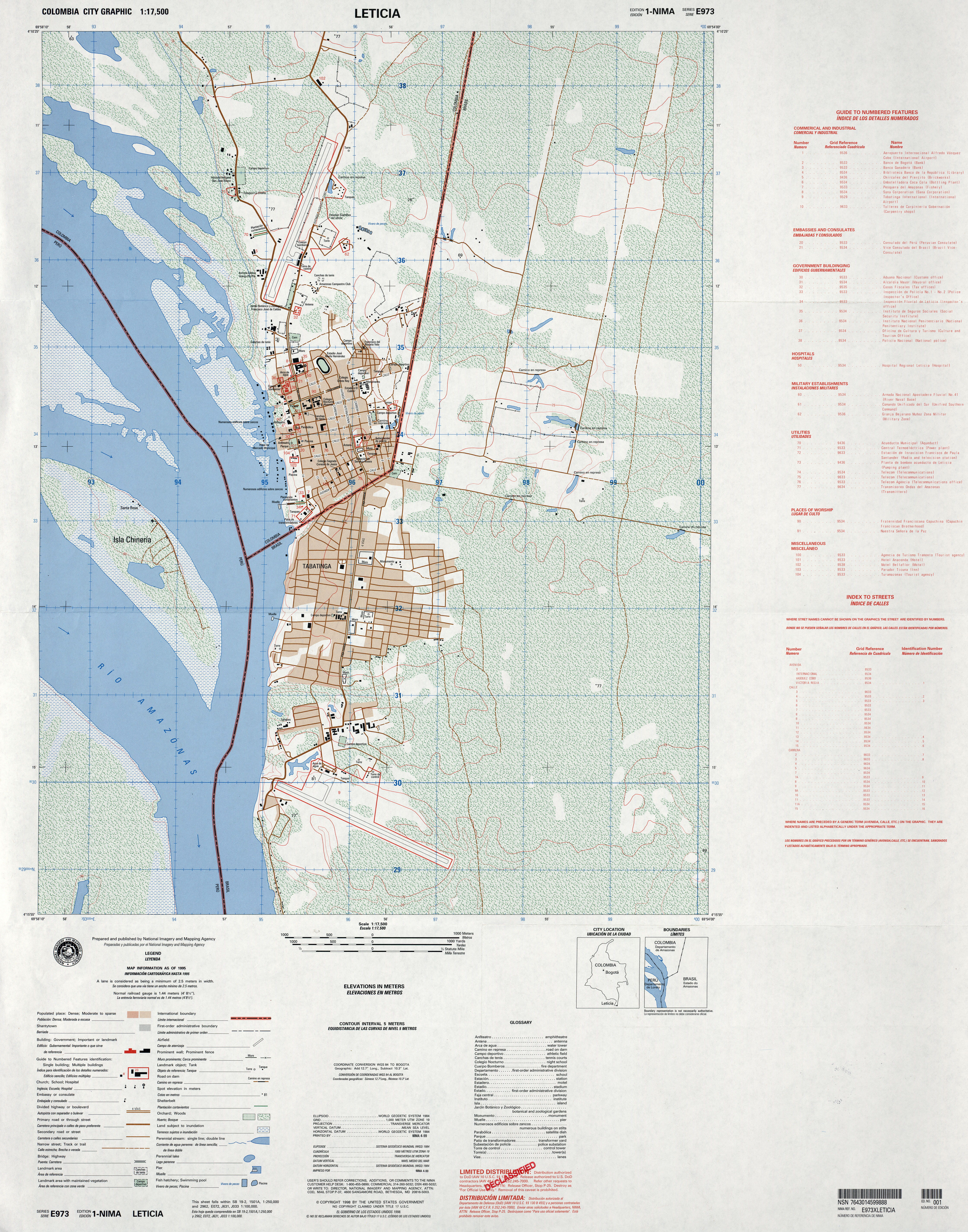
Mapa de Leticia el 1995 i la ubicació de la triple frontera, just a l'esquerra.

Tres Fronteres (en espanyol: Tres Fronteras, en portuguès: Três Fronteiras  i  en ticuna: Tamái-pi três Nazones) és el nom de l'àrea amazònica on es troba la fita de frontera de les ciutats frontereres de Tabatinga al Brasil, Leticia a Colòmbia i Santa Rosa de Yavarí al Perú, que constitueixen un trifini.

## Cultura
La regió es caracteritza per les seves manifestacions culturals que reflecteixen una barreja d'influències de les cultures dels tres països, a més de la influència dels pobles originals com el Ticuna.
Els habitants de la regió usen en la seva parla paraules provinents del castellà i del portuguès, cosa que es coneix regionalment com el portuñol leticiano.